# خورن هوهانیسیان
خورن گئورگی هوهانیسیان (ارمنی: Խորեն Գեորգիի Հովհաննիսյան؛ زادهٔ ۱۰ ژانویهٔ ۱۹۵۵) یک بازیکن فوتبال اهل ارمنستان شوروی است. در بازی‌های المپیک تابستانی ۱۹۸۰ مسکو در ترکیب تیم ملی فوتبال المپیک اتحاد شوروی موفق به کسب برنز شد. در تاریخ ۲۴ مه ۲۰۱۰ مدال موسس خورناتسی از سوی رئیس‌جمهور ارمنستان، سرژ سرکیسیان به خورن هوهانیسیان اعطا گردید. او پیش از سال 2013 میلادی از فوتبال خداحافظی کرد.

## باشگاهی
از باشگاه‌هایی که در آن بازی کرده‌است می‌توان به باشگاه فوتبال پاختاکور، پیونیک، و آرارات ایروان اشاره کرد.

## تیم ملی
وی همچنین در تیم ملی فوتبال شوروی بازی کرده‌است. هوهانیسیان نخستین بازی ملی خود را که یک بازی دوستانه بود در تاریخ ۱۴ اکتبر ۱۹۷۹ در مسکو در مقابل رومانی انجام داده‌است.

## گل‌های بین‌المللی
| #  | تاریخ         | ورزشگاه     | حریف       | گل زده | نتیجه | رقابت                 |
| -- | ------------- | ----------- | ---------- | ------ | ----- | --------------------- |
| 1. | ۱۵ اکتبر ۱۹۸۰ | اتحاد شوروی | ایسلند     | ۵–۰    | برد   | 1982 WC Qual.         |
| ۲. | ۱۵ اکتبر ۱۹۸۰ | اتحاد شوروی | ایسلند     | ۵–۰    | برد   | 1982 WC Qual.         |
| ۳. | ۴ دسامبر ۱۹۸۰ | آرژانتین    | آرژانتین   | ۱–۱    | تساوی | بازی دوستانه          |
| ۴. | ۱۴ آوریل ۱۹۸۲ | آرژانتین    | آرژانتین   | ۱–۱    | تساوی | بازی دوستانه          |
| ۵. | ۱ ژوئیه ۱۹۸۲  | اسپانیا     | بلژیک      | ۱–۰    | برد   | جام جهانی فوتبال ۱۹۸۲ |
| ۶. | ۲۶ ژوئیه ۱۹۸۳ | آلمان شرقی  | آلمان شرقی | ۳–۱    | برد   | بازی دوستانه          |

## = باشگاهی
=
بازیکن
 آرارات ایروان
- لیگ برتر شوروی نایب قهرمان (1): ۱۹۷۶ (spring)
- جام حذفی شوروی (۱): ۱۹۷۵

 کیلیکیا
- لیگ برتر فوتبال ارمنستان (۲): ۱۹۹۲, ۱۹۹۵–۹۶
- جام استقلال ارمنستان (۱): ۱۹۹۶
- جام استقلال ارمنستان نایب قهرمان (۱): ۱۹۹۲

مدیریت
 کیلیکیا
- لیگ برتر فوتبال ارمنستان (۲): ۱۹۹۵–۹۶, ۱۹۹۶–۹۷
- جام استقلال ارمنستان (۱): ۱۹۹۶
- جام استقلال ارمنستان نایب قهرمان (۱): ۱۹۹۷
- سوپر جام فوتبال ارمنستان (۲): ۱۹۹۶, ۱۹۹۸
- سوپر جام فوتبال ارمنستان نایب قهرمان (۱): ۱۹۹۷

### کشوری
تیم ملی فوتبال شوروی
- UEFA Euro 1976 U-21
- بازی‌های المپیک (۱):  فوتبال در بازی‌های المپیک تابستانی ۱۹۸۰
- عضو Grigory Fedotov club - ۱۱۸ گل

### فردی
- ۳۳ بازیکن برتر لیگ برتر شوروی فصل‌های: № ۱–۱۹۸۰, ۱۹۸۲, ۱۹۸۳; № ۲–۱۹۷۹; № ۳–۱۹۸۱
- بهترین بازیکن تازه‌وارد فصل لیگ برتر شوروی: ۱۹۷۵
- قشنگ‌ترین گل فصل: ۱۹۸۲